# Plagiotriptus parvulus
Plagiotriptus parvulus är en insektsart som beskrevs av Marius Descamps 1977. Plagiotriptus parvulus ingår i släktet Plagiotriptus och familjen Thericleidae. Inga underarter finns listade i Catalogue of Life.